# Michel Fernández
Pour les articles homonymes, voir Fernández.
Fernández  García est un nom espagnol. Le premier nom de famille, en général paternel, est Fernández ; le second, en général maternel, souvent omis, est García.
Michel Fernández García (né le 21 mars 1983 à Matanzas) est un coureur cycliste cubain. 

## Biographie
Après avoir participé aux Jeux panaméricains de 2007, il fausse compagnie à la délégation cubaine dont il faisait partie et part vivre à Osasco au Brésil, pays qui lui accorde le statut de réfugié et un passeport brésilien.

## Palmarès sur route

### Par année
- 2006
  - 5e étape du Tour de Cuba
- 2008
  - Prova Ciclistica 9 de Julho
  - Prova São Salvador
  - Grande Prémio Chico Mendez
- 2009
  - 4e, 5e et 6e étapes du Tour de l'État de Sao Paulo
  - 2e de la Copa Cidade Canção
  - 3e de la Copa América de Ciclismo
- 2011
  - 1re étape du Tour de Gravataí
- 2012
  - Prova São Salvador
  - Prova Gov. Dix-Sept Rosado
- 2013
  - 2e et 4e étapes du Torneio de Verão
  - 3e du Torneio de Verão
- 2014
  - 2e du Torneio de Verão
- 2015
  - Torneio de Verão :
    - Classement général
    - 2e et 4e étapes

  - Copa Cidade Canção

### Classements mondiaux
| Année            | 2006 | 2007 | 2008 | 2009 | 2010 | 2011 | 2012 | 2013 | 2014 | 2015 |
| ---------------- | ---- | ---- | ---- | ---- | ---- | ---- | ---- | ---- | ---- | ---- |
| UCI America Tour | 149e |      |      | 76e  |      | 117e |      | 205e | 183e | 447e |

## Palmarès sur piste

### Championnats panaméricains
- État de São Paulo 2006
  -  Médaillé d'argent de la course aux points
- Valencia 2007
  -  Médaillé de bronze de l'américaine

### Jeux d'Amérique centrale et des Caraïbes
- Carthagène des Indes 2006
  -  Médaillé d'argent de l'américaine
  -  Médaillé de bronze de la course aux points